# Тимбиша (язык)
Тимбиша (также: панаминт) — язык народа тимбиша, в былые времена проживающего в районе Долины Смерти и долины реки Оуэнс, в восточной Калифорнии. В наши дни имеется лишь около 20 пожилых носителей, проживающих в Калифорнии и Неваде. Монолингвов не осталось, все носители обычно используют английский язык в своей повседневной жизни. Близок к вымиранию. Предполагается, что до проникновения в регион европейцев имелось не больше 500 носителей.
Относится к центральной группе нумийской ветви юто-ацтекских языков. Наиболее близкородственны команчский и шошонский языки, однако тимбиша не взаимопонимаем их носителями.
Выделяют 3 основных диалекта: западный, восточный и центральный. В качестве письменности предложен латинский алфавит, где буква Ü используется для звука ɨ, а ng для звука ŋ.
Работа по изучению языка была проведена Джоном Дайлейем и Джоном Маклафлином, оба они дали описания грамматики языка. Дайлей выпустил словарь в 1986 году.